# Ogrody Hama-rikyū

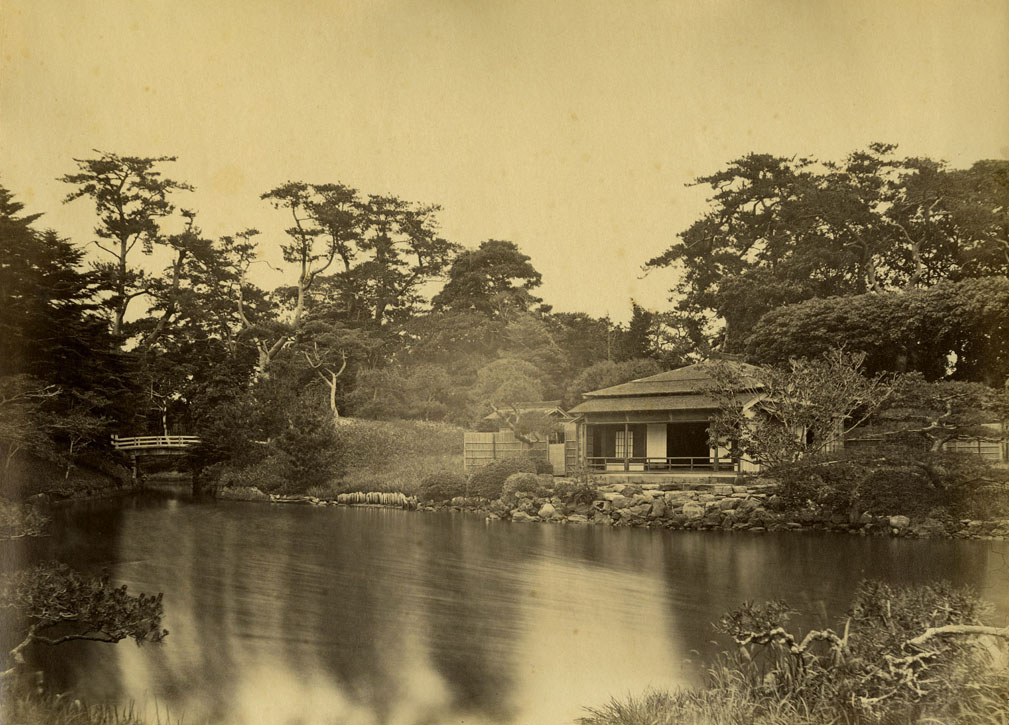
Zdjęcie Hama-rikyū wykonane przez Felice Beato w 1863 r.

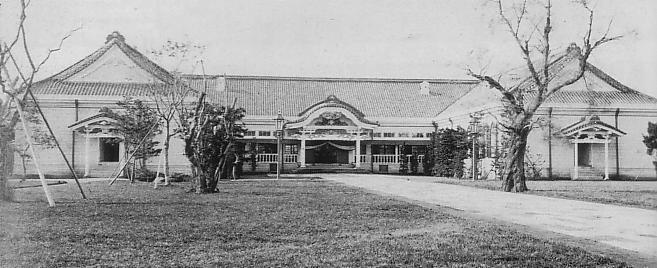
Enryōkan

Ogrody Hama-rikyū (jap. 浜離宮恩賜庭園 Hama-rikyū Onshi Teien) – teren parkowy w dzielnicy Chūō w Tokio, w Japonii. Umiejscowiony jest u ujścia rzeki Sumida do Zatoki Tokijskiej.

## Opis
Ogrody, to liczący około 25 ha teren zielony, zagospodarowany wokół stawu Shioiri i otoczony przez fosę wypełnioną morską wodą z Zatoki Tokijskiej. Za czasów siogunatu teren ogrodu był zajmowany przez rezydencję rodu Tokugawa i służył m.in. za miejsce polowań z sokołami i teren pod różnego rodzaju uprawy.

## Historia
W XVII w. jeden z członków rodziny Tokugawa i władca domeny Kōfu, Tsunashige Matsudaira (1644–1678), otrzymał willę w Edo od Ietsuny Tokugawa w 1652 roku. Większość obszaru stanowiły płycizny morskie.
W 1707 roku obszar ten przeszedł gruntowną renowację. Utworzono ogród, zbudowano duży staw Shioiri zasilany wodą morską i zbudowano na nim most. Wzniesiono również m.in. herbaciarnię, świątynię Kannon i główną bramę.
Za czasów Ienobu Tokugawy (1709–1712), szóstego sioguna, posiadłość nazwano Hama Goten i przez 160 lat była używana na potrzeby klanu. Przyjmowano w niej daimyō i arystokratów odwiedzających Edo. 
W pożarze w 1725 r. spłonął główny budynek, a poboczne doznały licznych uszkodzeń. Dopiero za czasów jedenastego sioguna Ienari Tokugawy (1773–1841) ogród powrócił do swojej pierwotnej świetności. Ienari uprawiał tu sokolnictwo, a jego żona, która przybyła raz w 1826 roku, cieszyła się łowieniem ryb w stawie.     
W oparciu o upodobania i kaprysy siogunów, posiadłość była wykorzystywana również do uprawy różnych roślin ogrodowych, jazdy konnej, ćwiczeń wojskowych, badań naukowych i rozwijania rzemiosł, jak garncarstwo i tkactwo.
Pod koniec okresu siogunatu na terenie ogrodów rozpoczęto budowę ośrodka szkolenia marynarki wojennej, ale nie zdołano go ukończyć w wyniku upadku siogunatu i generalnej reformy państwa w postaci restauracji Meiji. W 1869 roku budynek przejęło Ministerstwo Spraw Zagranicznych, które ukończyło budowlę, tworząc pierwszą w Japonii rezydencję dla prominentnych gości zagranicznych o nazwie Enryōkan (zlikwidowany w 1889 r.). Jeszcze tego samego roku gościł w nim pierwszy europejski książę, Alfred, książę Edynburga (1844–1900). 
W 1879 roku, już jako były prezydent Stanów Zjednoczonych, Ulysses Grant (1822–1885), był tam goszczony podczas swojego długiego pobytu w Japonii jako jednego z etapów podróży dookoła świata. Odbył on z cesarzem Meiji (Mutsuhito) w Nakajima-no-ochaya jedną z najważniejszych rozmów okresu Meiji na temat przyszłości Japonii.
W wyniku trzęsienia ziemi w Kantō w 1923 r. i licznych bombardowań w trakcie II wojny światowej ogrody Hama-rikyū zostały zniszczone. Po wojnie park odbudowano i jest on stale modernizowany.

## Atrakcje i elementy parku
Ogrody Hama-rikyū oferują liczne atrakcje. Cały kompleks stworzony został wokół stawu Shioiri-no-ike, który jest ulubionym miejscem odpoczynku ludzi spacerujących po parku. Staw jest zbiornikiem stworzonym sztucznie. Poziom wody kontrolowany jest za pomocą śluzy wodnej. Staw czerpie wodę morską z Zatoki Tokijskiej. W wyniku działania pływów poziom wody w stawie podnosi się i opada, zmieniając scenerię ogrodu. Technika ta była często stosowana w okresie Edo w ogrodach nadmorskich i wzdłuż rzek.
W słonych wodach stawu żyją ryby: łobany, babki bycze i węgorze.
W centrum stawu znajduje się mała wysepka Naka-jima, połączona z lądem trzema drewnianymi mostami. Inne atrakcje to m.in.:
- dwa stawy stworzone z myślą o polowaniach na kaczki. Każdy ze zbiorników posiada małą wyspę centralną, służącą za siedlisko kaczek. W 1935 r. powstał pomnik Kamozuka, wzniesiony w celu zadośćuczynienia duszom martwych kaczek. Rezerwat kaczek był częścią ogrodów i był przeznaczony do uprawiania sokolnictwa. Udomowione kaczki służyły jako wabiki – przyciągały dzikie kaczki, które następnie były łapane przez sokoły sioguna. Obecnie raz w roku, w styczniu, organizowane są pokazy sokolnictwa[2];
- Nakajima-no-ochaya – pawilon i sklep herbaciany na wyspie Naka, sprzedający również słodycze spożywane w trakcie ceremonii herbacianej. Pawilon został wzniesiony w 1707 r. i stanowił miejsce wypoczynku lokalnej arystokracji Edo. Zniszczony dwa razy: w 1724 r. i podczas wojny w 1944 r. Został odtworzony do swojej pierwotnej formy w 1983 r.;
- ogród kwiatowy, z szeroką gamą kwiatów sezonowych;
- drzewa sakury. Na szczególną okazję, jaką jest hanami, park jest specjalnie oświetlany po zmroku;
- 300-letnia sosna posadzona jeszcze w okresie Edo, przez Ienobu Tokugawę (1662–1712).

## Transport
Do ogrodu można dostać się za pomocą infrastruktury miejskiej na parę sposobów.
Park posiada dwie północne bramy. Ponadto, można skorzystać z sieci wodnego autobusu Tokyo Water Bus. 

### Główne wyjście
- Stacja Tsukijishijō (linia metra Ōedo) - 7 minut drogi spacerem
- Stacja Shiodome (linia metra Ōedo) - 7 minut drogi spacerem
- Stacja Tsukijishijō (linia Yurikamome) - 7 minut drogi spacerem
- Stacja Shimbashi (linia Asakusa) - 12 minut drogi spacerem

### Środkowe wyjście
- Stacja Shiodome (linia metra Ōedo) - 5 minut drogi spacerem
- Stacja Hamamatsuchō (JR - linia Yamanote） - 15 minut drogi spacerem

### Prom wodny
- Linia Tokio Mizube - przystanek bezpośrednio w parku
- Tokyo Water Bus - przystanek bezpośrednio w parku

## Galeria

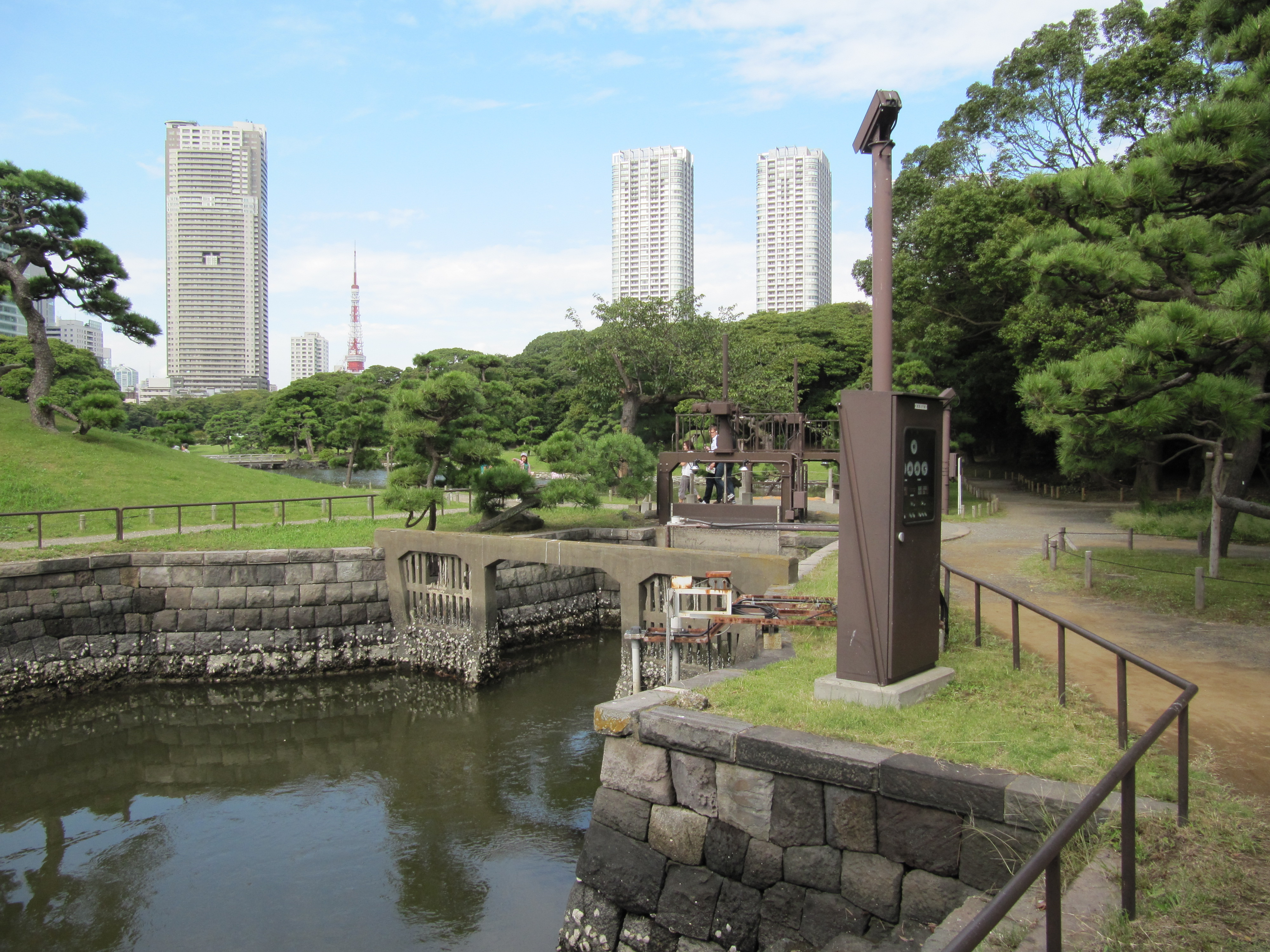
Śluza
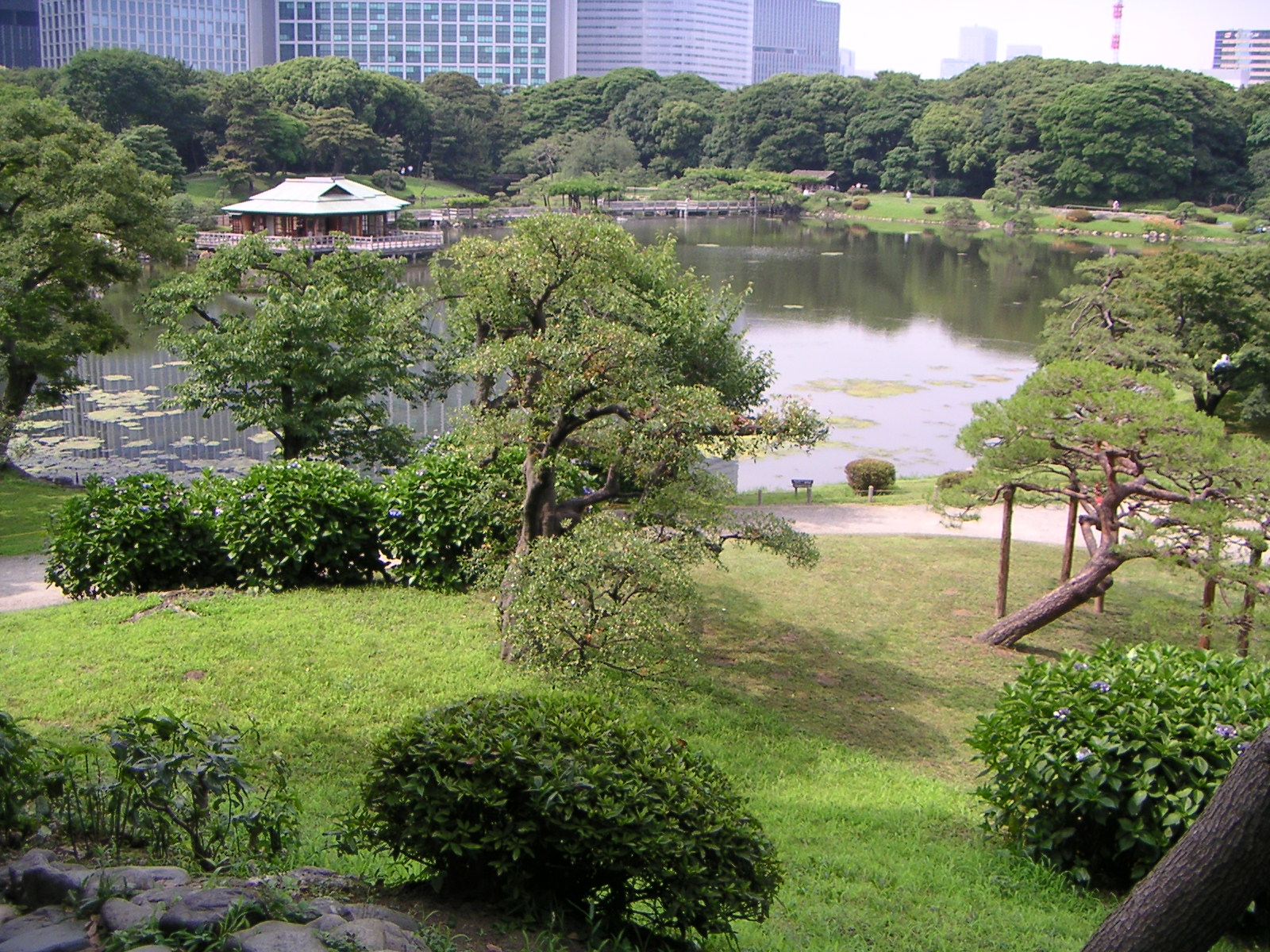
Staw Shioiri-no-ike
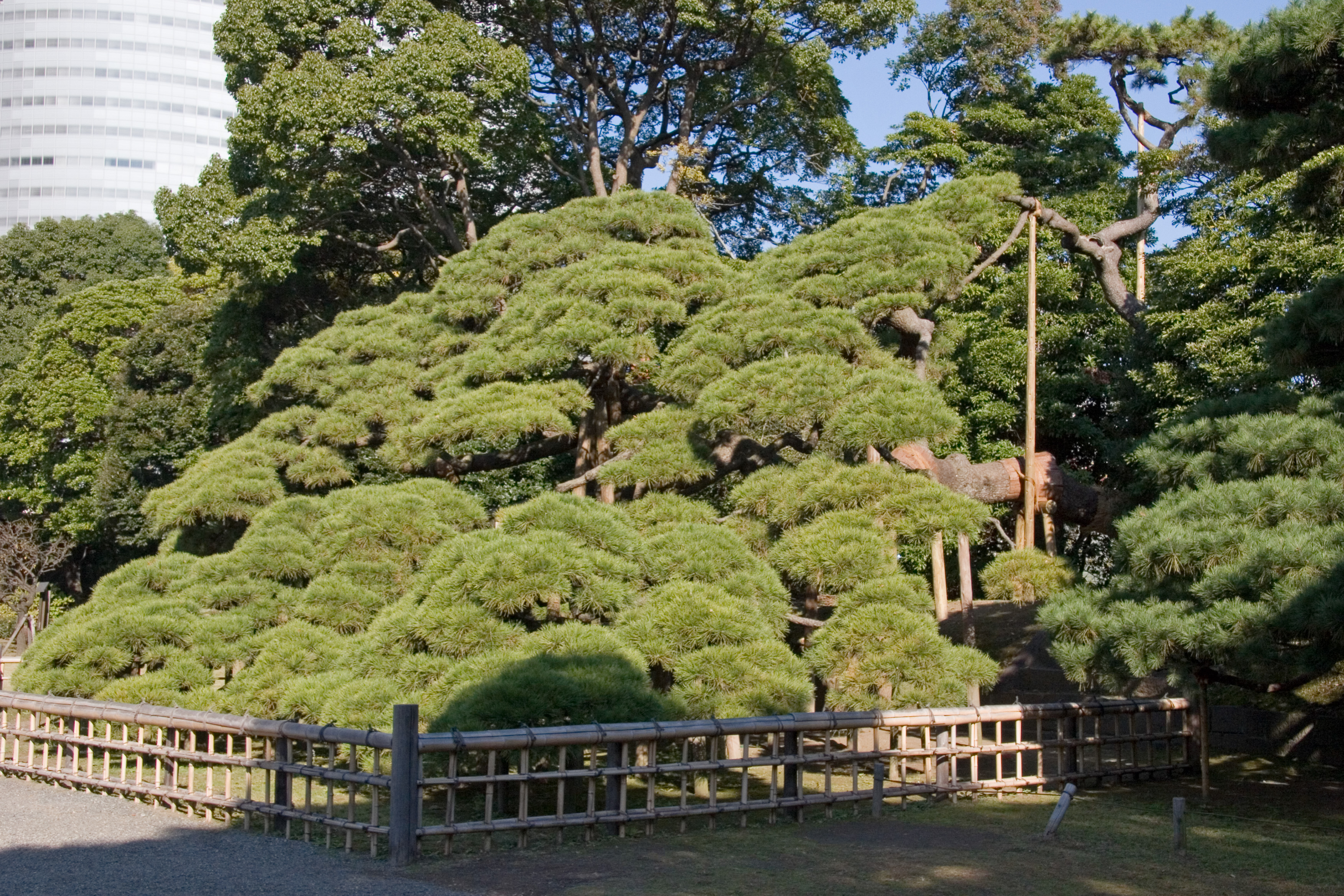
300-letnia sosna u wejścia do ogrodu
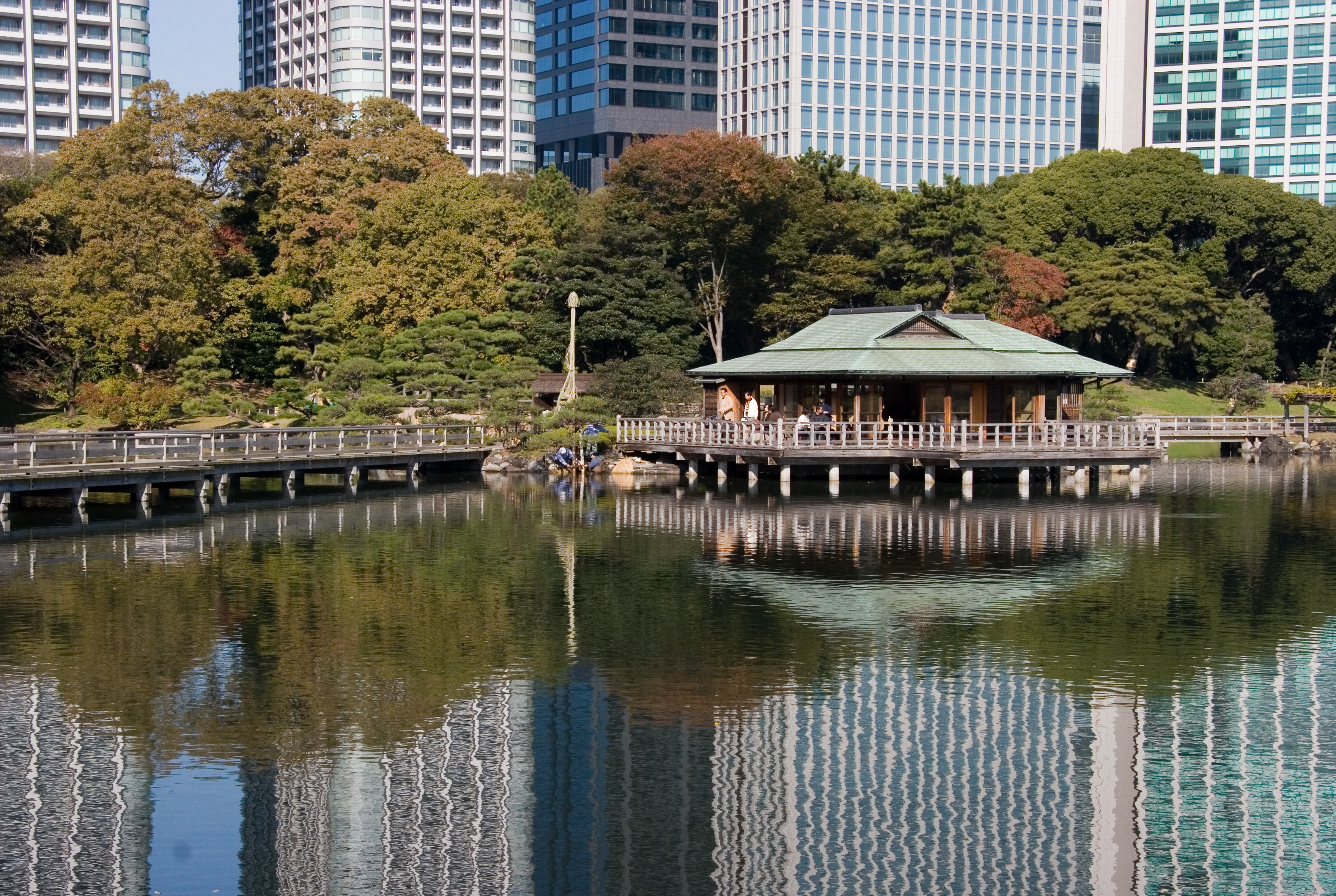
Pawilon herbaciany na wysepce Naka
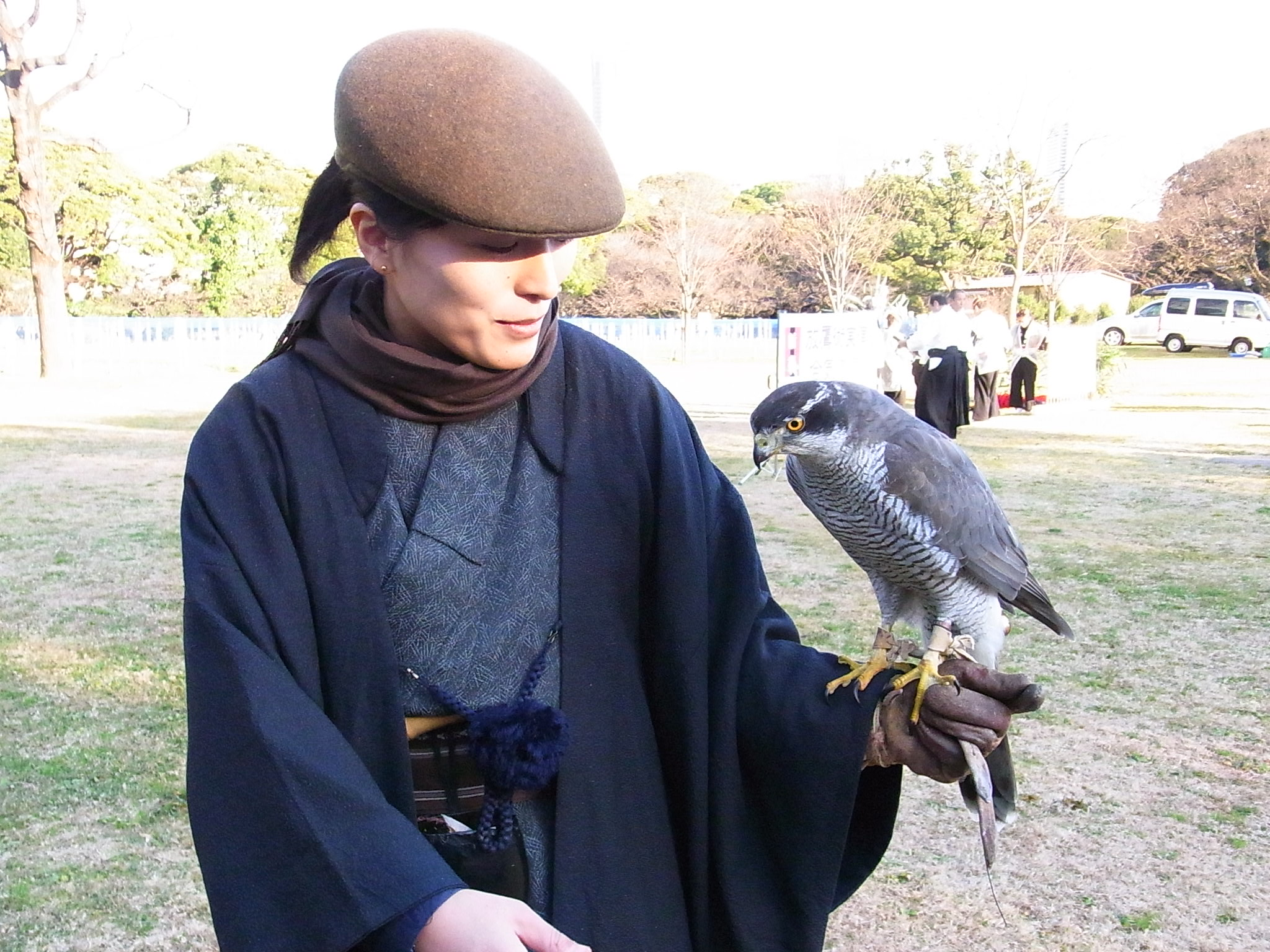
Noworoczny pokaz sokolnictwa